# Miedź Legnica SA
A Miedź Legnica SA egy lengyel labdarúgócsapat, amelynek székhelye Legnicában található. A klub 2023 óta a másodosztályban szerepel. A csapatot 1971. szeptember 14-én alapították.

## Játékoskeret
2023. július 23. szerint.
| #  |     | Poszt | Név                |
| -- | --- | ----- | ------------------ |
| 7  | POL | KP    | Patryk Pierzak     |
| 9  | POL | CS    | Daniel Stanclik    |
| 10 | POL | KP    | Krzysztof Drzazga  |
| 11 | ESP | KP    | Koldo Obieta       |
| 14 | POL | KP    | Kamil Drygas       |
| 17 | GER | V     | Michael Kostka     |
| 18 | CMR | CS    | Emmanuel Agbor     |
| 19 | POL | CS    | Bartosz Guzdek     |
| 20 | POL | KP    | Damian Tront       |
| 21 | POL | V     | Milosz Lewandowski |
| 23 | CUR | V     | Jurich Carolina    |
| 25 | MNE | V     | Nemanja Mijušković |
| 26 | GER | V     | Florian Hartherz   |
| 27 | POL | V     | Andrzej Niewulis   |
| 28 | POL | V     | Mateusz Letkiewicz |

| #  |     | Poszt | Név                                                       |
| -- | --- | ----- | --------------------------------------------------------- |
| 31 | POL | K     | Mateusz Abramowicz                                        |
| 37 | POL | CS    | Wiktor Bogacz                                             |
| 39 | POL | K     | Jakub Mądrzyk (kölcsönben a Raków Częstochowa csapatától) |
| 59 | BEL | KP    | Mehdi Lehaire                                             |
| 69 | POL | CS    | Damian Michalik                                           |
| 77 | POL | K     | Filip Chadala                                             |
| 87 | NED | V     | Ruben Hoogenhout                                          |
| 88 | POL | KP    | Igor Lewandowski                                          |
| 98 | POL | CS    | Kamil Antonik                                             |
| —  | POL | V     | Szymon Zalewski                                           |
| —  | POL | V     | Kacper Andrzejewski                                       |
| —  | POL | V     | Filip Balcewicz                                           |
| —  | POL | CS    | Szymon Strozynski                                         |
| —  | POL | CS    | Hubert Kwolek                                             |

## Sikerek
I Liga
- Feljutó (2): 2017–18, 2021–22

Lengyel Kupa
- Győztes (1): 1991–92

Lengyel Szuperkupa
- Döntős (1): 1992

### A nemzetközi kupasorozatokban
| Szezon  | Kupasorozat                 | Forduló | Ellenfél | Hazai pályán elért eredmény | Idegenben elért eredmény | Összesített eredmény |  |
| ------- | --------------------------- | ------- | -------- | --------------------------- | ------------------------ | -------------------- |  |
| 1992–93 | Kupagyőztesek Európa-kupája | 1. kör  | Monaco   | 0–1                         | 0–0                      | 0–1                  |  |

## Liga szereplés
- I Liga      — 2012–2018
- Ekstraklasa — 2018–2019
- I Liga      — 2019–2022
- Ekstraklasa — 2022–2023
- I Liga      — 2023–